# Мічурінське (Білогірський район)
Мічу́рінське (до 1945 року — Кабурча́к, крим. Qaburçaq) — село в Україні, у Білогірському районі Автономної Республіки Крим. Центр Мічурінської сільської ради.
Відстань від райцентру до населеного пункта становить 8 кілометрів по прямій.

## Історія
За переписом 1897 року кількість мешканців становила 543 осіб (277 чоловічої статі та 266 — жіночої), з яких 536 — православної віри.
У 2023 році у проєкті Постанови Верховної Ради України «Про перейменування деяких населених пунктів Автономної Республіки Крим» село запропоновано перейменувати на Кабурчак.

## Населення
Згідно з переписом УРСР 1989 року чисельність наявного населення села становила 690 осіб, з яких 322 чоловіки та 368 жінок.
За переписом населення України 2001 року в селі мешкало 859 осіб.

### Мова
Розподіл населення за рідною мовою за даними перепису 2001 року:
| Мова              | Відсоток |
| ----------------- | -------- |
| кримськотатарська | 49,83 %  |
| російська         | 46,10 %  |
| українська        | 3,26 %   |
| німецька          | 0,12 %   |
| інші              | 0,69 %   |